# La Casera-Peña Bahamontes
La Casera-Peña Bahamontes era una squadra maschile spagnola di ciclismo su strada, attiva dal 1968 al 1974 e nel professionismo dal 1970 al 1974.
Patrocinata dal Club Peña Bahamontes, fondato a Toledo da Federico Bahamontes, e sponsorizzata dall'azienda di bibite La Casera, partecipò a due edizioni del Giro d'Italia e del Tour de France e a diverse gare a tappe e in linea del calendario spagnolo. Tra le sue file gareggiarono ciclisti come Andrés Oliva, Miguel María Lasa, Pedro Torres, José Luis Abilleira, José Luis Viejo, Agustín Tamames e Andrés Gandarias.

## Cronistoria

### Annuario
| Anno | Codice | Nome                      | Cat.          | Biciclette | Dirigenza                                           |
| ---- | ------ | ------------------------- | ------------- | ---------- | --------------------------------------------------- |
| 1968 | -      | La Casera-Peña Bahamontes | Dil. speciale | Bahamontes | Dir. sportivi: Federico Bahamontes, Carmelo Morales |
| 1969 | -      | La Casera-Peña Bahamontes | Dil. speciale | Bahamontes | Dir. sportivi: Federico Bahamontes                  |
| 1970 | -      | La Casera-Peña Bahamontes | Pro           | Bahamontes | Dir. sportivi: Federico Bahamontes, Miguel Moreno   |
| 1971 | -      | La Casera-Peña Bahamontes | Pro           | Bahamontes | Dir. sportivi: Miguel Moreno                        |
| 1972 | -      | La Casera-Peña Bahamontes | Pro           | Bahamontes | Dir. sportivi: Miguel Moreno                        |
| 1973 | -      | La Casera-Peña Bahamontes | Pro           | Bahamontes | Dir. sportivi: Miguel Moreno                        |
| 1974 | -      | La Casera-Peña Bahamontes | Pro           | Bahamontes | Dir. sportivi: Miguel Moreno                        |

## Palmarès

### Grandi Giri
- Giro d'Italia

Partecipazioni: 2 (1970, 1971)
Vittorie di tappa: 1
1970: 1 (Miguel María Lasa)
Vittorie finali: 0
Altre classifiche: 0
- Tour de France

Partecipazioni: 2 (1973, 1974)
Vittorie di tappa: 1
1973: 1 (Pedro Torres)
Vittorie finali: 0
Altre classifiche: 1
1973: Scalatori (Pedro Torres)
- Vuelta a España

Partecipazioni: 5 (1970, 1971, 1972, 1973, 1974)
Vittorie di tappa: 1
1973: 1 (Juan Zurano)
Vittorie finali: 0
Altre classifiche: 4
1973: Scalatori (José Luis Abilleira), Squadre
1974: Scalatori, Combinata (José Luis Abilleira)